# Gelato al limone
Gelato al limone è stato un programma televisivo italiano di genere varietà, andato in onda su Rai 1 nell'estate del 1995 e del 1996, ogni domenica pomeriggio. La conduzione era affidata a Benedicta Boccoli e Massimiliano Pani.

## Il programma
Venne trasmesso per due edizioni, la prima per 16 puntate dal giugno al settembre del 1995 e la seconda per 10 puntate dal luglio al settembre 1996. Si trattava di un contenitore pomeridiano che prendeva idealmente il posto di Domenica In, durante la pausa dei mesi estivi e proprio come quest'ultimo andava in onda dalle ore 14 alle ore 20. Lo show - in diretta dallo studio Rai Nomentano 5 - vedeva alternarsi nella scaletta ospiti, balletti e giochi, inoltre all'interno veniva anche trasmesso un diverso film ogni domenica.  
Fra gli ospiti che intervennero nel corso delle puntate vi furono Tullio De Piscopo, Franco Califano, Orietta Berti, Edoardo Vianello, Carol Alt, Fabio Testi, Maria Grazia Cucinotta, Sabrina Salerno, Fred Bongusto, Marina Suma, Maria De Filippi, i Bananarama, Piero Angela, Jimmy Fontana, Brigitta Boccoli, i Los Locos e Lighea. 
Vi era anche un concorso con 60 ragazze che popolavano l'ideale spiaggia della trasmissione, inoltre vi erano tre diversi giochi telefonici per il pubblico: "Mamma, ti ricordi quando ero piccoletto", "Gelati gelai" e "Passa la chiave”.
La sigla finale era cantata dalla stessa conduttrice Benedicta Boccoli.